# Woskressenske
Woskressenske (ukrainisch Воскресенське; russisch Воскресенское Woskressenskoje) ist eine Siedlung städtischen Typs in der ukrainischen Oblast Mykolajiw mit etwa 4275 Einwohnern (2024).

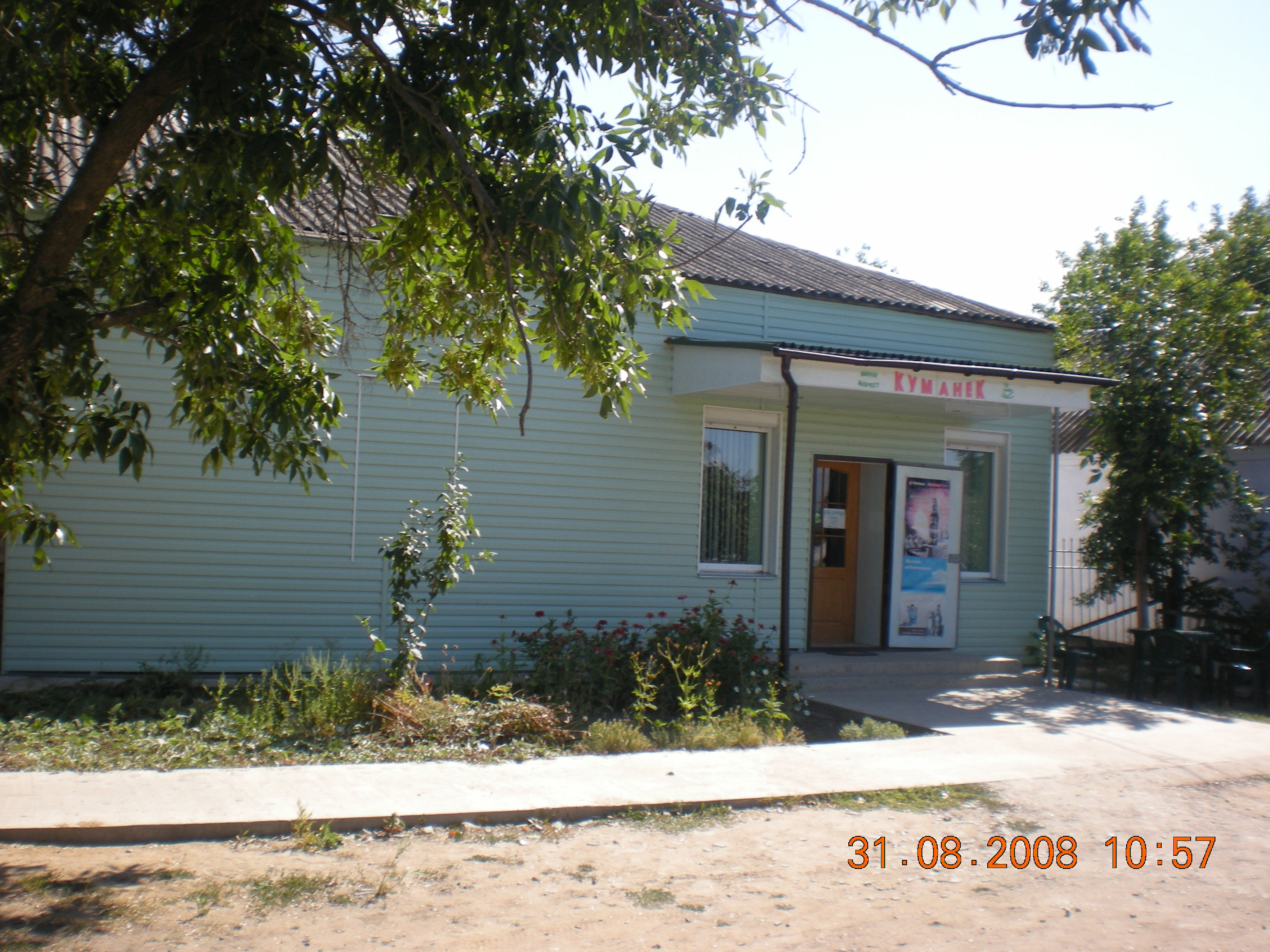
Gebäude im Ort

Das im Jahr 1790 gegründete Dorf erhielt 1956 den Status einer Siedlung städtischen Typs und liegt am Ufer des Inhul 16 km östlich vom Oblastzentrum Mykolajiw an den Fernstraßen N 11 und E 58.

## Verwaltungsgliederung
Am 12. September 2016 wurde die Siedlung zum Zentrum der neugegründeten Siedlungsgemeinde Woskressenske (ukrainisch Воскресенська селищна громада/Woskressenska selyschtschna hromada), zu dieser zählten auch noch die 2 Dörfer Kalyniwka und Peressadiwka sowie die Ansiedlungen Horochiwka, bis dahin bildete sie zusammen mit der Ansiedlung Horochiwka die gleichnamige Siedlungsratsgemeinde Woskressenske (Воскресенська селищна рада/Woskressenska selyschtschna rada) im Westen des Rajons Witowka.
Am 12. Juni 2020 kamen noch weitere 4 in der untenstehenden Tabelle aufgelistetenen Dörfer und die Ansiedlung Hrejhowe zum Gemeindegebiet.
Am 17. Juli 2020 kam es im Zuge einer großen Rajonsreform zum Anschluss des Rajonsgebietes an den Rajon Mykolajiw.
Folgende Orte sind neben dem Hauptort Woskressenske Teil der Gemeinde:
| Name                     | Name           | Name                             |
| ukrainisch transkribiert | ukrainisch     | russisch                         |
| ------------------------ | -------------- | -------------------------------- |
| Horochiwka               | Горохівка      | Гороховка (Gorochowka)           |
| Hrejhowe                 | Грейгове       | Грейгово (Greigowo)              |
| Kalyniwka                | Калинівка      | Калиновка (Kalinowka)            |
| Mychajlo-Laryne          | Михайло-Ларине | Михайло-Ларино (Michailo-Larino) |
| Peressadiwka             | Пересадівка    | Пересадовка (Peressadowka)       |
| Stepowe                  | Степове        | Степовое (Stepowoje)             |
| Tscherwone               | Червоне        | Червоное (Tscherwonoje)          |
| Wodokatschka             | Водокачка      | Водокачка                        |